# City Investing Building
Das City Investing Building war ein Wolkenkratzer in Manhattan in New York City und diente als Hauptsitz der City Investing Company.

## Beschreibung
Das einstige Bürohochhaus befand sich im Financial District zwischen Cortlandt Street und Liberty Street sowie zwischen Broadway und Church Street in Lower Manhattan. Das City Investing Building und das benachbarte Singer Building belegten zusammen einen ganzen Stadtblock. Auf diesem steht heute der 226 m hohe Wolkenkratzer One Liberty Plaza.
Das City Investing Building wurde von Francis Kimball entworfen. Der Bau begann 1906 und wurde 1908 mit einer Höhe von 148,3 Metern und 33 Stockwerken fertiggestellt. Damit war das Gebäude für kurze Zeit, bis zu Erbauung des Metropolitan Life Tower, das zweithöchste Gebäude der Welt. Der Großteil des Hochhauses war 26 Stockwerke hoch und wurde von einem siebenstöckigen Mittelteil mit Satteldächern gekrönt. 1919 kaufte es der Finanzier Grigori Benenson (1860–1939) und benannte es in Benenson Building um. Das Gebäude wurde 1938 nach zwei weiteren Eigentümerwechseln von der New York Trust Company erworben, die es nach seiner Adresse in 165 Broadway umbenannte und 1941 renovierte. 1947 gelangte das Bürohochhaus schließlich in den Besitz von N. K. Winston und George Gregory. 1964 erwarb United States Steel das City Investing Building zusammen mit dem benachbarten Singer Building mit dem Plan, hier nach dem Abriss beider Gebäude sein neues Hauptquartier One Liberty Plaza zu errichten.
Der höchste Turm auf dem Foto unten links gehört zum Singer Building. Rechts daneben, und das zweithöchste Gebäude auf dem Foto, ist das City Investing Building. Deutlich zu erkennen sind die beiden unterhalb des höherliegenden Daches befindlichen Seitenflügel, die jeweils von einem Giebel abgeschlossen werden. Ursprünglich war geplant, drei Flügel zu bauen, allerdings wollte der Besitzer der Parzelle des Blocks, auf dem der dritte Flügel Platz finden sollte, sein Grundstück nicht verkaufen.
Sowohl das City Investing Building, als auch das Singer Building wurden 1968 abgerissen. Das City Investing Building ist das vierthöchste abgerissene Gebäude in New York und zählt zu den höchsten abgerissenen Gebäuden der Welt.